# Феофил Аданский
Фео́фил (Теофил) Аданский (Феофил Киликийский, Феофил Кающийся, Феофил эконом, ум. ок. 538) — христианский священнослужитель, который, по преданию, пошёл на сделку с дьяволом, дабы получить высокое церковное положение. Его история небезынтересна потому, что является старейшим в истории договором с дьяволом и стала источником вдохновения для легенды о Фаусте.
Почитается святым в Католической церкви, память совершается 4 февраля. В Православной церкви в четьях-минеях Димитрия Ростовского «Повесть о покаянии Феофила» помещена под 23 июня (по юлианскому календарю).
Евтихиан из Аданы утверждал, что был свидетелем событий, и оставил первые записи истории Феофила. Хотя Феофил считается историческим персонажем, рассказ о нём носит апокрифический характер.

## Легенда
Будучи архидиаконом Аданы (часть современной Турции), Феофил занимал пост управителя (эконома) епископа Аданы. По смерти епископа, он был единогласно избран на епископскую кафедру, но из смирения своего отказался от сана. На его место был избран другой человек. После того, как новый епископ несправедливо лишил Феофила должности эконома, Феофил пожалел о своем смирении настолько, что разыскал еврея-чернокнижника, который помог ему связаться с самим сатаной. В обмен на инфернальную помощь сатана потребовал, чтобы Феофил отрёкся от Христа и Девы Марии; Феофил сделал это, и дьявол наградил его саном епископа.
Годы спустя, опасаясь за свою бессмертную душу, Феофил раскаялся и начал молить о прощении Деву Марию. После сорока дней поста Богородица явилась и наказала его устно. Феофил просил прощения, и Дева Мария обещала ходатайствовать перед Богом. Затем он постился ещё три дня, в это время Дева Мария явилась ему снова и даровала отпущение грехов. Тремя днями позже Феофил проснулся и обнаружил зловещий контракт на своей груди. Он взял его и отнёс к законному епископу, признавшись во всём, что натворил. Епископ сжёг документ, и Феофил был освобождён от бремени сделки с дьяволом. История легла в основу легенды в стихах «Падение и обращение Теофила» немецкой монахини, поэтессы периода «Оттоновского возрождения» Хросвиты Гандерсгеймской. На этот же сюжет была создана первая немецкоязычная духовная драма (около 1450) в жанре чуда Девы Марии.

## Икона «Взыскание погибших»
На Руси история Феофила была известна с XVII века. В русском переводе повести «О покаянии Феофила, эконома церковного, во граде Адане» (VII в.) Феофил в молитве к Богородице называет её «взысканием погибших». Почитание икон с таким названием началось на Руси с XVIII века. При этом, поскольку из повести «О покаянии Феофила…» неизвестна иконография образа Богородицы, перед которым молился Феофил, почитавшиеся иконы связаны с этой историей только эпитетом Богородицы.